# Anin (Morąg)
Pour l’article homonyme, voir Anin.
Anin est un hameau polonais de la voïvodie de Varmie-Mazurie, dans le powiat d'Ostróda.